# Aleisha Cramer
Aleisha Marie Cramer-Rose (* 29. Juli 1982 in Wheat Ridge, Colorado) ist eine ehemalige US-amerikanische Fußballspielerin.

## Karriere

### Vereine
In Wheat Ridge geboren und in Lakewood in unmittelbarer Nachbarschaft von Denver aufgewachsen, spielte sie bereits im Alter von sechs Jahren für einen in der Landeshauptstadt ansässigen Verein Fußball. Später, während ihrer Zeit an der Green Mountain Highschool (bis 1999), spielte sie für die Rams, der Schulmannschaft der Bildungseinrichtung; danach gehörte sie im selben Jahr für eine kurze Zeit Colorado Rush an, für den Verein sie bei der National Club Championship spielte. Vor ihrem Studienbeginn im Jahr 2000 kam sie in einem einzigen Punktspiel für die Denver Diamonds in der Central Division der USL W-League zum Einsatz.
Nach ihrem Highschool-Abschluss – große College-Teams wie North Carolina Tar Heels, Portland Pilots und Santa Clara Broncos buhlten um ihre Gunst – begab sie sich nach Provo an die Brigham Young University im Bundesstaat Utah um ein Studium zu beginnen. Während ihrer vierjährigen Studienzeit kam sie für das Sport-Team der Bildungseinrichtung, die Cougars, in 92 Meisterschaftsspielen der Mountain West Conference innerhalb der NCAA Division I zum Einsatz, in denen sie 28 Tore erzielte (2000: 24/7, 2001: 20/9, 2002: 22/6, 2003: 26/6).

### Nationalmannschaft
Nachdem Cramer innerhalb von zwei Jahren für die Nachwuchsnationalmannschaften des USSF der Altersklassen U16, U18 und U21 aktiv gewesen ist, zuletzt in vier altersbezogenen Turnierspielen um den Nordic-Cup auf Island, erfolgte ihre Berufung in die US-amerikanische A-Nationalmannschaft am 20. September 1998 für das dritte Spiel im Turnier um den US-Cup in Richmond aufgrund der verletzt ausgefallenen Mia Hamm; eingesetzt wurde sie im Spiel gegen die Nationalmannschaft Brasiliens dennoch nicht.
Ihr Debüt erfolgte im Alter von 16 Jahren und 141 Tagen am 16. Dezember 1998 gegen die Nationalmannschaft der Ukraine.  Das mit 2:1 gewonnene Freundschaftsspiel wurde ohne Zuschauer(beteiligung) in Los Angeles ausgetragen. Damit avancierte sie zur drittjüngsten Spielerin der US-amerikanischen A-Nationalmannschaft hinter Mia Hamm und Kristine Lilly. Ihr zweites A-Länderspiel bestritt sie am 26. September 1999 in Denver beim 6:0-Sieg im Freundschaftsspiel gegen die Nationalmannschaft Brasiliens.
Im Spieljahr 2000 bestritt sie fünf Länderspiele, darunter drei bei der Teilnahme ihrer Mannschaft am 2. Turnier um den „Australia-Cup“ (7:1 vs. Tschechien und 0:0 vs. Schweden am 7. und 10. in Melbourne sowie 3:1 vs. Australien am 13. Januar in Adelaide). Die zwei weiteren fanden in Freundschaft gegen die Nationalmannschaften Norwegens und Italiens am 6. Februar in Fort Lauderdale und am 7. Juli in Central Islip im Suffolk County (New York) statt und wurden mit 2:3 verloren und mit 4:1 gewonnen.
Am 11. und 14. Januar 2001 gehörte sie der Mannschaft an, die in Panyu (ein Stadtbezirk von Guangzhou) und in Hangzhou zweimal gegen die Nationalmannschaft Chinas ein Kräftemessen austrug, das mit 0:1 und 0:0 endete; sie wurde in der 46. und 78. Minute eingewechselt. Im selben Jahr nahm sie mit ihrer Mannschaft auch am Turnier um den Algarve-Cup teil, bestritt alle drei Spiele der Gruppe A und das Spiel um Platz 5.
Am 30. Juni und 3. Juli 2001 gab es ein zweimaliges Kräftemessen mit der Nationalmannschaft Kanadas, das mit 2:2 in Toronto und 0:1 in Blaine endete.
Mit der Mannschaft nahm sie ferner am Turnier um den US-Cup 2001 teil und kam am 9. September in Chicago auf dem Soldier Field beim 4:1-Sieg über die Nationalmannschaft Deutschlands zum Einsatz. Ein zweites Aufeinandertreffen gab es am 25. Januar 2002 in Panyu mit dem zweiten Spiel im Vier-Nationen-Turnier, wo die Begegnung torlos endete. Zuvor kam sie am 23. Januar 2002 im ersten Spiel bei der 0:1-Niederlage gegen die Nationalmannschaft Norwegens zum Einsatz, wie auch am 12. Januar 2002 in Charleston beim 7:0-Sieg im Freundschaftsspiel gegen die Nationalmannschaft Mexikos.

## Erfolge
- Turniersiegerin 2. Australia-Cup 2000 (mit der A-Nationalmannschaft)
- Turniersiegerin Nordic-Cup 1999 (mit der U21-Nationalmannschaft)

Auszeichnungen (Auswahl)
- Gatorade Player of the Year 1999[9]
- ESPN/Soccer Times Freshman of the Year
- MWC Freshman of the Year 2000
- Gatorade Player of the Year 2000[10]
- Chevy Young Female Athlete of the Year 2001
- MWC Player of the Year 2001
- Zweimalige Nominierung für die Hermann Trophy (College-Spielerin des Jahres)
- Viermalige All-American-Spielerin
- Dreimalige Berufung in die All-West Region-Auswahl
- Dreimalige Berufung in das All-MWC First-Team
- Aufnahme in die BYU Hall of Fame 2014[11]
- Aufnahme in die WCC Hall of Fame 2015[12]

## Sonstiges
Cramer ist als Mitglied der Kirche Jesu Christi der Heiligen der Letzten Tage aufgewachsen. Bei einem Aufenthalt in China im Jahr 2002 – während der Teilnahme ihrer Mannschaft am Vier-Nationen-Turnier – kam sie zu der Entscheidung nicht mehr für die A-Nationalmannschaft zu spielen, mit der Begründung ihren Glauben ehren und nicht am Sonntag spielen zu wollen. Sie gab ihrer Entwicklung in einem erfüllenden Familienleben (mit Kindern) den Vorrang. Am 27. Juli 2002 ehelichte sie den Musiker Chris Rose im Denver-Colorado-Tempel. Sie lebt derzeit in Utah, ist verheiratet und hat drei Kinder. In einem Artikel von Soccer America vom 23. Oktober 2002 über ihren Rückzug aus dem internationalen Wettbewerb wurde dies als "Verlust des Fußballs" bezeichnet. Auf die Frage, ob sie es bereut hat, antwortete sie: „Früher war es mein ganzes Ziel, in der Nationalmannschaft zu sein und ein Vorbild für alle Menschen um mich herum zu sein. Es hat sich von einem Vorbild für alle Menschen um mich herum zu einem Vorbild für meine Familie gewandelt.“
Sie war bereits für die Weltmeisterschaft 2003 und das Olympische Fußballturnier 2004 nominiert und hätte zu einer der besten Fußballspielerinnen aufsteigen können. Ihrer Entscheidung blieb sie treu, auch als diese nicht nur unter den Mitgliedern ihrer Kirche, sondern ebenso im ganzen Land ein Diskussionsthema ausgelöst hatte.